# Matwaj Baranow
Matwaj Baranow (he. מאטוויי ברנוב; ur. 2 września 1965) – izraelski zapaśnik walczący w stylu klasycznym. Olimpijczyk z Barcelony 1992, gdzie zajął jedenaste miejsce w kategorii 68 kg. Dziewiąty na mistrzostwach świata w 1991 roku.

## Turniej wBarcelonie 1992
| Konkurencja             | Walki        | Walki                   | Walki                | Klas. końcowa |
| Konkurencja             | Przeciwnik I | Przeciwnik II           | Przeciwnik III       | miejsce       |
| ----------------------- | ------------ | ----------------------- | -------------------- | ------------- |
| styl klasyczny do 68 kg | walkower W   | Stojan Stojanow (BUL) L | Rodney Smith (USA) L | 11.           |